# Jan Šebenda
Jan Šebenda (22. června 1927 Duchcov — 5. srpna 2016) byl docent chemie na VŠCHT a badatel v oblasti makromolekulární chemie. Pocházel ze smíšené rodiny, jeho matka byla po válce odsunuta do Německa. Za války studoval gymnázium a prodělal výcvik u Luftwaffe jako pomocná síla, roku 1947 maturoval. V roce 1951 absolvoval VŠCHT. Mezi jeho pedagogy patřili Emil Votoček a Otto Wichterle. Jan Šebenda vyprodukoval cca padesát vynálezů a patentů.
Závěr života trávil v domově seniorů v Unhošti. Zemřel 5. srpna 2016.
Nápad na výměnu zákalu v oku hydrofilním polymerem pochází od Wichterleho, ale konkrétní materiál na výrobu čoček vymyslel Drahoslav Lím. „Těžce to nesl, že byl připraven o velký vynález. Slávu si odnesl Wichterle.